# Стрит-арт в Сараеве
Сараево, столица Боснии и Герцеговины, приобрёл международную известность благодаря своему разнообразному спектру стрит-арта и связанных с ним субкультур. Город имеет долгую историю уличного искусства, первоначально связанную с различными субкультурами 1970-х и 1980-х годов. Во время Боснийской войны политический и антивоенный стрит-арт стал одним из главных центров художественной жизни осаждённого города. Ныне Сараево имеет репутацию одного из центров европейского уличного искусства, где проводится два международных фестиваля, посвящённых этому виду искусства.

## История

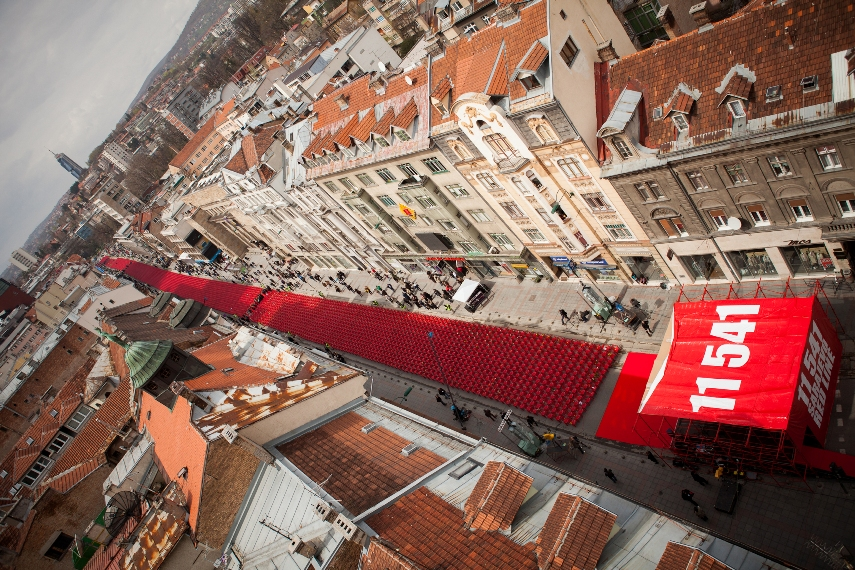
Сараевская красная линия, уличная инсталляция

На протяжении 1970-х и 1980-х годов большая часть сараевской молодёжи находилась под влиянием граффити Нью-Йорка, которое впоследствии стало популярным во внутренних пригородах Сараева, а также вдоль пригородных железнодорожных и трамвайных линий. С расцветом субкультур панков и модов в Югославии, а также с подъёмом художественного движения новых примитивистов, стрит-арт стал чрезвычайно распространённым в городе. Несмотря на то, что уличное искусство было распространено в Сараеве в то время, когда Босния и Герцеговина была частью Югославии, оно получило по-настоящему бурное развитие только с началом Боснийской войны в 1992 году, когда город был осаждён сербскими вооружёнными формированиями. Многочисленные художественные учреждения и коллективы, связанные с Сараевской академией изящных искусств, Академией сценического искусства Сараева и формальными художественными объединениями, такими как Collegium Artisticum, использовали тогда стрит-арт, чтобы привлечь внимание к тому, что происходило в стране.
Со времен войны город стал центром уличного искусства, а местные власти одобряют создание различных кварталов стрит-арта, снисходительно относясь к этой форме художественного самовыражения.

## Стили

### Герилья-арт
Герилья-арт является наиболее распространённой формой уличного искусства в Сараеве. Работающие с ним художники зачастую придерживаются философии живописи непрерывного произведения искусства, возвращаясь к работе над ним периодически, поскольку оно регулярно повреждается в результате очисток от граффити или в битве за пространство с другими художниками. Этот стиль уличного искусства впервые получил распространение у сараевских художников во время осады города.

### Уличные инсталляции
Уличные инсталляции стали регулярной формой художественного выражения в Сараеве со времён войны. Самой известной из них стала Сараевская красная линия, проведённая 6 апреля 2012 года на улице маршала Тито и состоявшая из установки большого количества красных стульев, уличной выставки военных плакатов и концерта.

## Фестивали
В Сараеве проходят два международных фестиваля, посвящённых уличному искусству. Сараевский фестиваль стрит-арта проводится в июле каждого года и длится три дня. Он состоит из многочисленных уличных перформансов, создания нового квартала уличного искусства в городе, концертов, росписи больших муралов и демонстрации других форм искусства.
Бетон-фест, фестиваль стрит-арта в формате 3D, проводится также ежегодно в июле и длится пять дней. Он является единственным фестивалем такого формата в Юго-Восточной Европе, в котором принимали участие многие признанные уличные художники, такие как Вера Бугатти, Джованна ла Пьетра, Тони Куболикидо, Мануэль Бастанте и другие.
Помимо двух крупных фестивалей уличного искусства, в Сараеве также проводятся Поп-ап! Сараево и Фестиваль поп-арта, которые организуют конференции и семинары по стрит-арту.

## Галерея

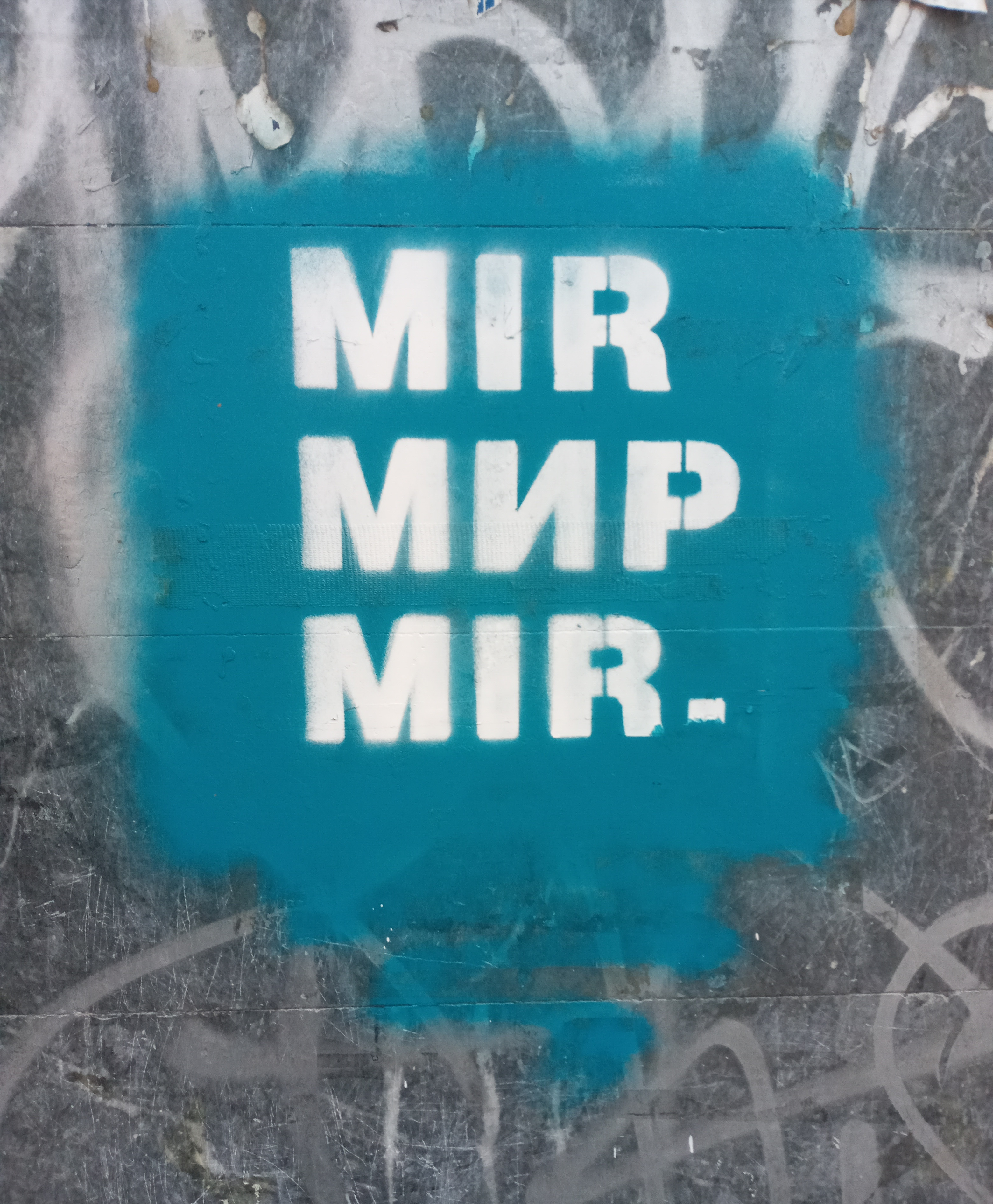
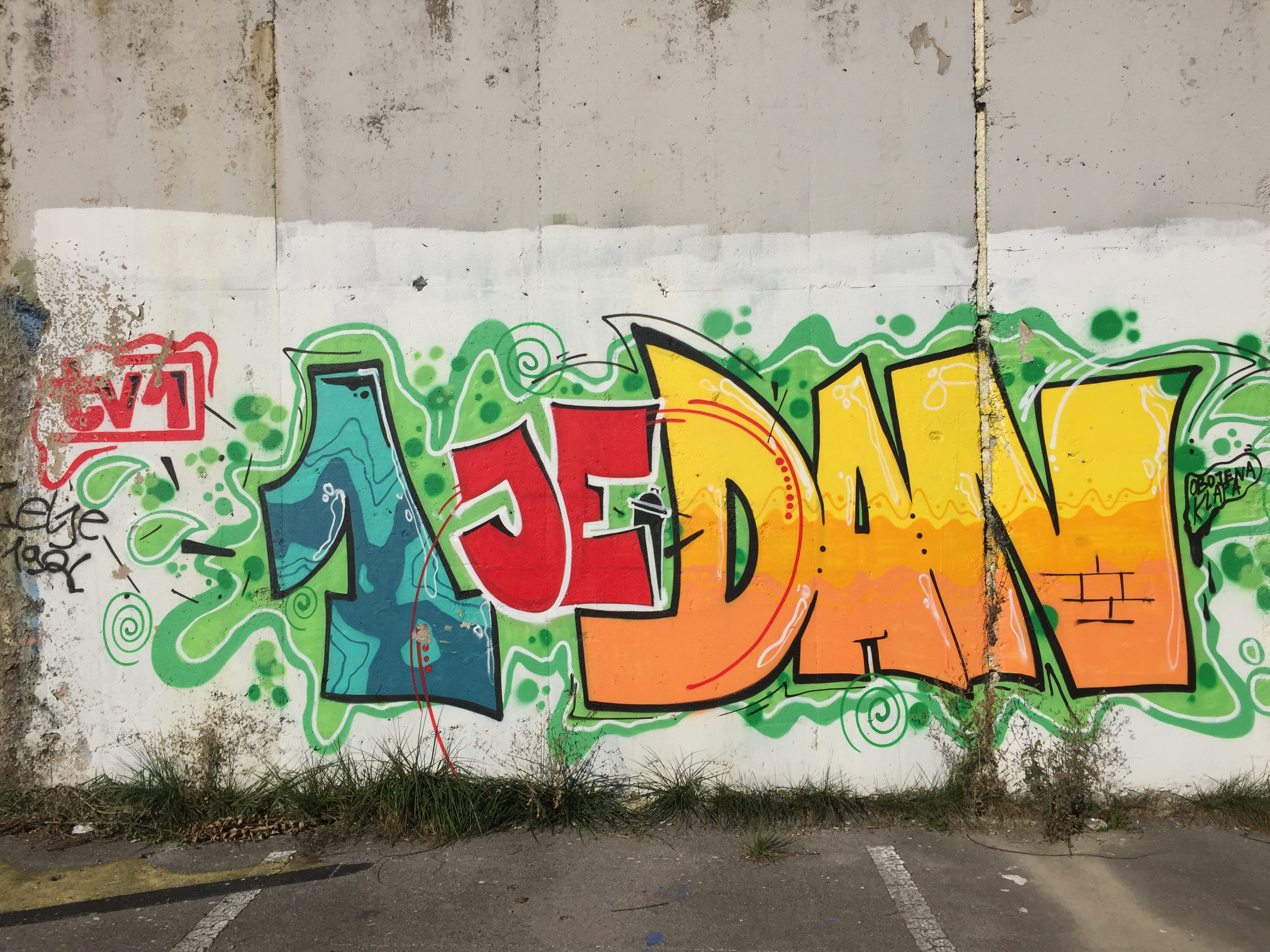
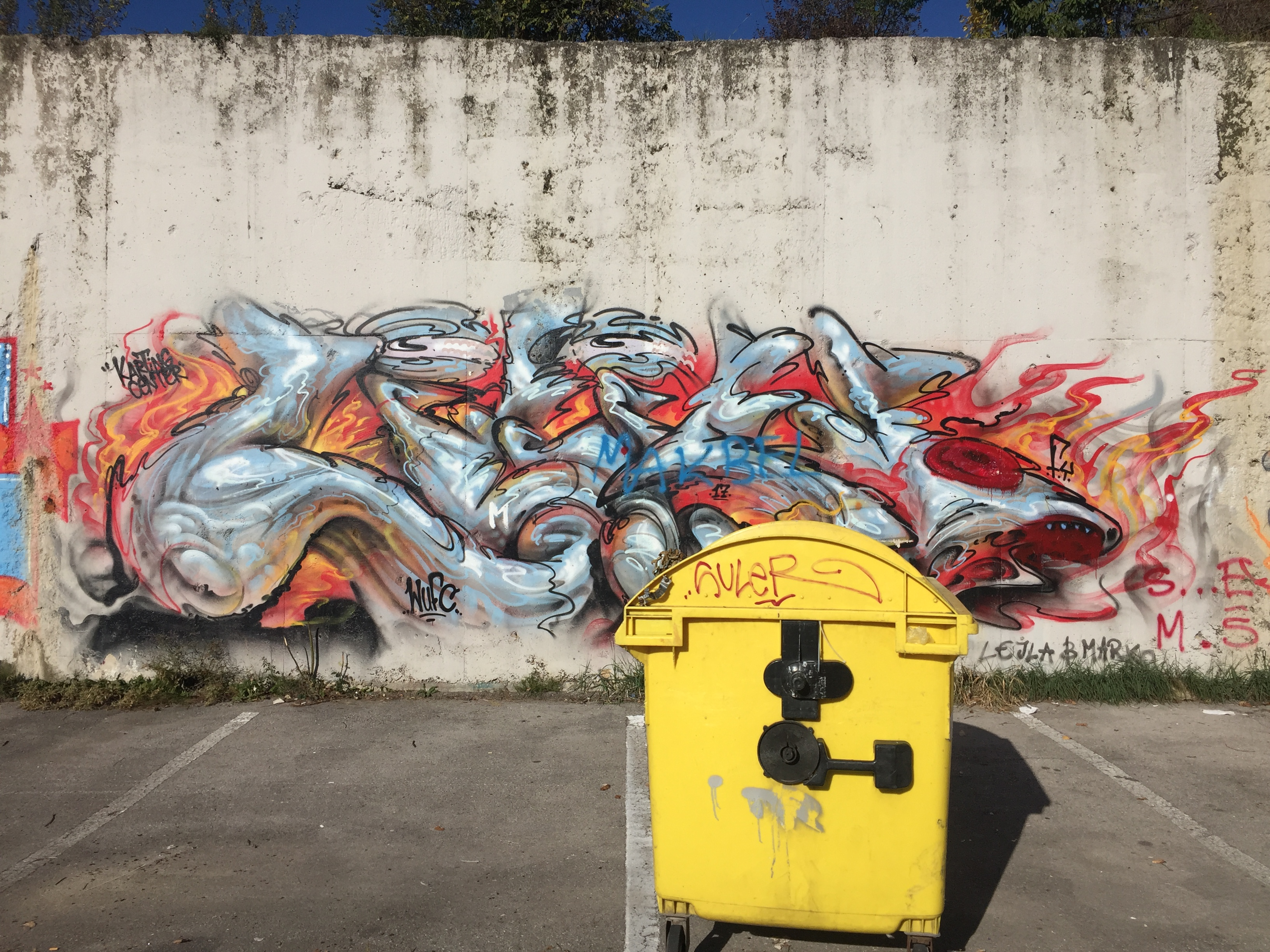
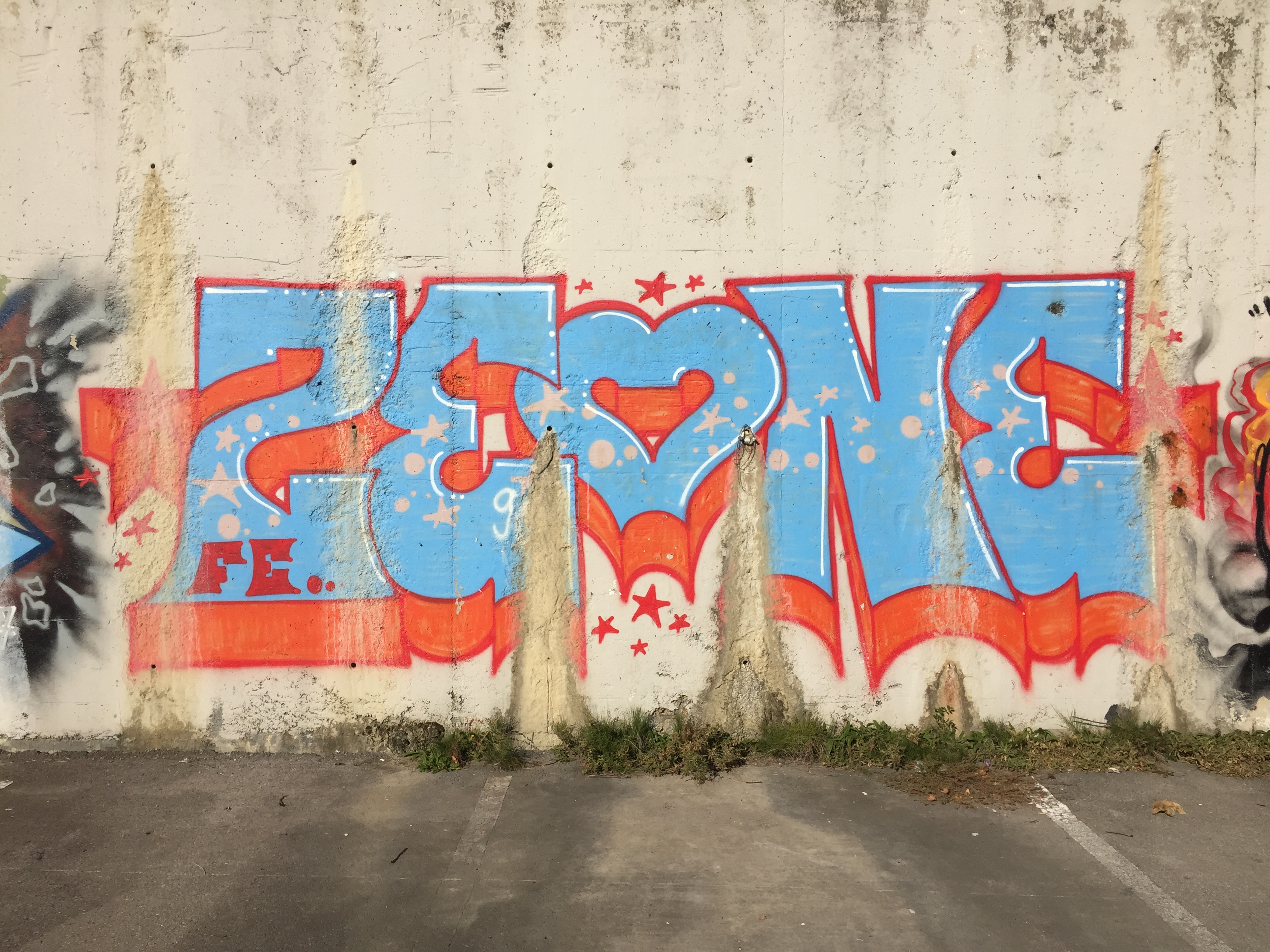